# Vietnámban történt légi közlekedési balesetek listája
A Vietnámban történt légi közlekedési balesetek listája mind a halálos áldozattal járó, mind pedig a kisebb balesetek, meghibásodások miatt történt, gyakran csak az adott légiforgalmi járművet érintő baleseteket is tartalmazza évenkénti bontásban.

## Vietnámban történt légi közlekedési balesetek listája

### 1992
- 1992. november 14, Nha Tharang. A Vietnam Airlines légitársaság Jak–40-es típusú repülőgépe egy hegynek csapódott. A gép hatfős személyzete és a gépen tartózkodó 25 utasból 24-en életüket vesztették a balesetben.[1]